# Двадцать пять рублей (золотая монета)
Двадцать пять рублей — монета Российской империи, отчеканенная из золота.

## Описание монет

### Александр II
Во времена правления Александра II двадцать пять рублей чеканились из золота 917 пробы, их диаметр составляет 32,3 мм, а вес равен 32,72 г, чистого золота 30,0 г. Были выпущены в Санкт-Петербургском монетном дворе в количестве 100 экземпляров. Гурт является пунктирным.
На аверсе двадцати пяти рублей 1876 года изображён герб Российской империи конца XIX века — государственный двуглавый орёл. Зубчатый ободок по краю. На реверсе внутри точечного ободка изображён номинал «25 РУБЛЕЙ». Под фигурной чертой указана дата «1876» и обозначен монетный двор «С. П. Б.» — знак Санкт-Петербургского монетного двора. Круговая надпись: «❀ ЧИСТАГО ЗОЛОТА 7 ЗОЛОТНИКОВЪ 3 ДОЛИ». Зубчатый ободок по краю.
Двадцать пять рублей Александра II чеканились исключительно в 1876 году, у которых существуют разновидности. Является донативной монетой.

### Николай II
Во времена правления Николая II двадцать пять рублей чеканились из золота 900 пробы, их диаметр составляет 33,6 мм, а вес равен 32,26 г, чистого золота 29,03 г. Были выпущены в Санкт-Петербургском монетном дворе в количестве 301 экземпляров. На гурте надпись «ЧИСТАГО ЗОЛОТА 6 ЗОЛОТНИКОВ 77,4 ДОЛИ ★».
На аверсе двадцати пяти рублей 1896 года изображён левый профильный портрет Николая II. Круговая надпись: «Б. М.НИКОЛАЙ II ИМПЕРАТОРЪ И САМОДЕРЖЕЦЪ ВСЕРОСС». Зубчатый ободок по краю. На реверсе изображён герб Российской империи конца XIX века—начала XX века — императорский орёл в точечном ободке. Круговая надпись: «❀ 2 ½ ИМПЕРІАЛА ❀ 25 РУБЛЕЙ ЗОЛОТОМЪ. 1896 Г». Зубчатый ободок по краю.
Характеристики двадцати пяти рублей Николая II 1908 года: диаметр составляет 33,3 мм, а вес равен 32,41 г. Детали двадцати пяти рублей Николая II 1908 года: На реверсе изображена соответствующая круговая надпись — «❀ 2 ½ ИМПЕРІАЛА ❀ 25 РУБЛЕЙ ЗОЛОТОМЪ. 1908 Г».
Двадцать пять рублей Николая II чеканились в 1896 (Биткин #312/R2) и 1908 годах (Биткин #314/R3). Существует новодел 1896 года (Биткин #Н313/R4). Монета 1896 года была отчеканена по случаю коронации императора в количестве 301 экземпляров, 1908 года — по случаю сорокалетия в количестве 175 экземпляров. Являются донативными монетами.

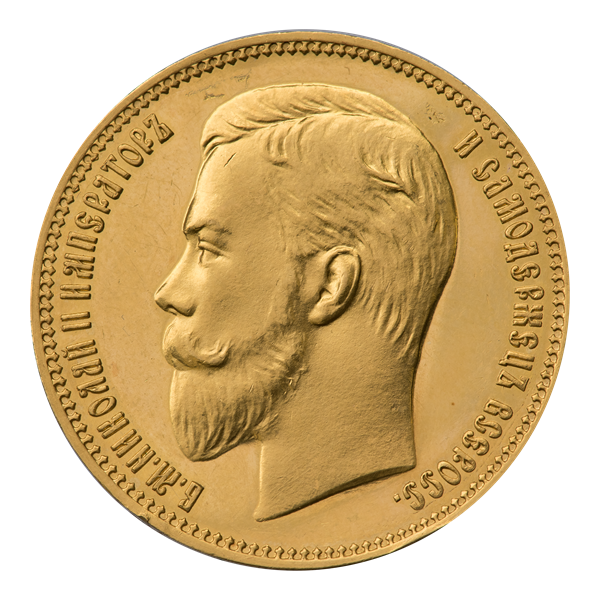
Аверс два с половиной империала — двадцать пять рублей золотом 1908 года (Биткин #314/R3)
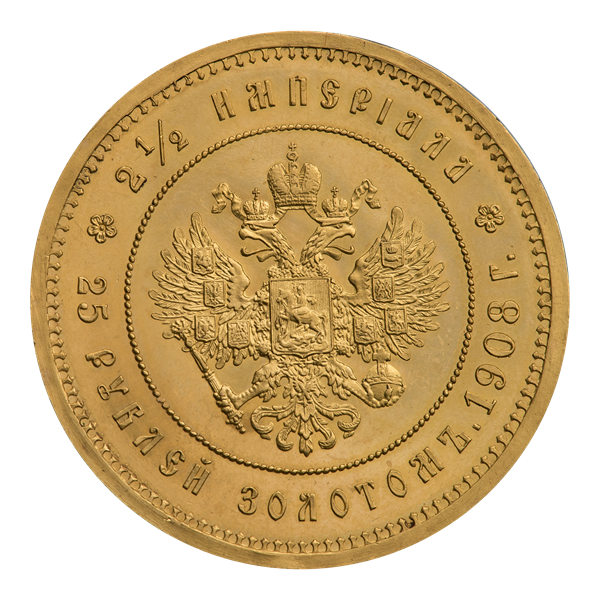
Реверс